# Абельдяев, Даниил Александрович
Даниил «Abeldos» Абельдяев (род. 8 августа 2002, Санкт-Петербург) — российский киберспортсмен, игрок в FIFA. Победитель и призёр Чемпионата и Кубка России по интерактивному футболу.

## Биография
С детства занимался футболом, играл в академии «Зенита», петербургском «Локомотиве» и «Алмаз-Антей», но ушёл из футбола вследствие травмы. 
После травмы серьёзно увлёкся киберфутболом. Первым значительным достижением стала победа на LG Кубке Севера 2018, где в финале турнира он победил Антона Кленова. В том же году занял третье место на дебютном чемпионате России по интерактивному футболу.
В 2019 году заключил контракт с командой «forZe», за которую выступал до 2021 года. В 2020 году вошёл в Топ-6 игроков Европы на Xbox по итогам турнира Europe Qualifier #1. В 2021 завоевал Кубок России. В 2022 году стал чемпионом России.
В мае 2022 года EA Sports отстранила Даниила от участия на соревнованиях FIFA Global Series и всех связанных с ним мероприятиях на год. Причиной отстранения является нарушение кодекса поведения Global Series.

## Достижения
Чемпионат России (РФС/ФКС)
- Победитель: 2022, 2023
- Бронзовый призёр: 2018, 2021

Кубок России (РФС/ФКС)
- Победитель: 2021, 2023
- Финалист: 2020

Прочее
- Победитель чемпионата России (ФКФ): 2019[15]
- LG Кубок Севера: 2018